# Aydius
Aydius [aidjus] est une commune française, située dans le département des Pyrénées-Atlantiques en région Nouvelle-Aquitaine.

## Géographie

### Localisation
La commune d'Aydius se trouve dans le département des Pyrénées-Atlantiques, en région Nouvelle-Aquitaine.
Elle se situe à 63 km par la route de Pau, préfecture du département, et à 31 km d'Oloron-Sainte-Marie, sous-préfecture.
Les communes les plus proches sont : 
Bedous (4,8 km), Accous (5,6 km), Osse-en-Aspe (6,2 km), Lées-Athas (7,2 km), Sarrance (7,3 km), Cette-Eygun (8,2 km), Laruns (9,5 km), Gère-Bélesten (9,7 km).
Sur le plan historique et culturel, Aydius fait partie de la province du Béarn, qui fut également un État et qui présente une unité historique et culturelle à laquelle s’oppose une diversité frappante de paysages au relief tourmenté.

### Communes limitrophes
Les communes limitrophes sont Bedous, Accous, Bielle, Gère-Bélesten, Laruns et Sarrance.
|        | Sarrance | Bielle        |
| Bedous | Aydius   | Gère-Bélesten |
|        | Accous   | Laruns        |

### Paysages et relief
Le Sommet de Tachat se dresse à 1 408 mètres, le Sommet de Talabot à 1 591 mètres, le Sommet de Pétraube à 1 606 mètres, le Sommet de Houndarete à 1 695 mètres, le Soum de la Mousquère à 1 778 mètres, le Turon de la Goaita à 1 805 mètres, la Lousquette de Barca à 1 870 mètres, le pic de Lariou à 1 903 mètres et le Mailh Bassibe à 1 973 mètres.

### Hydrographie

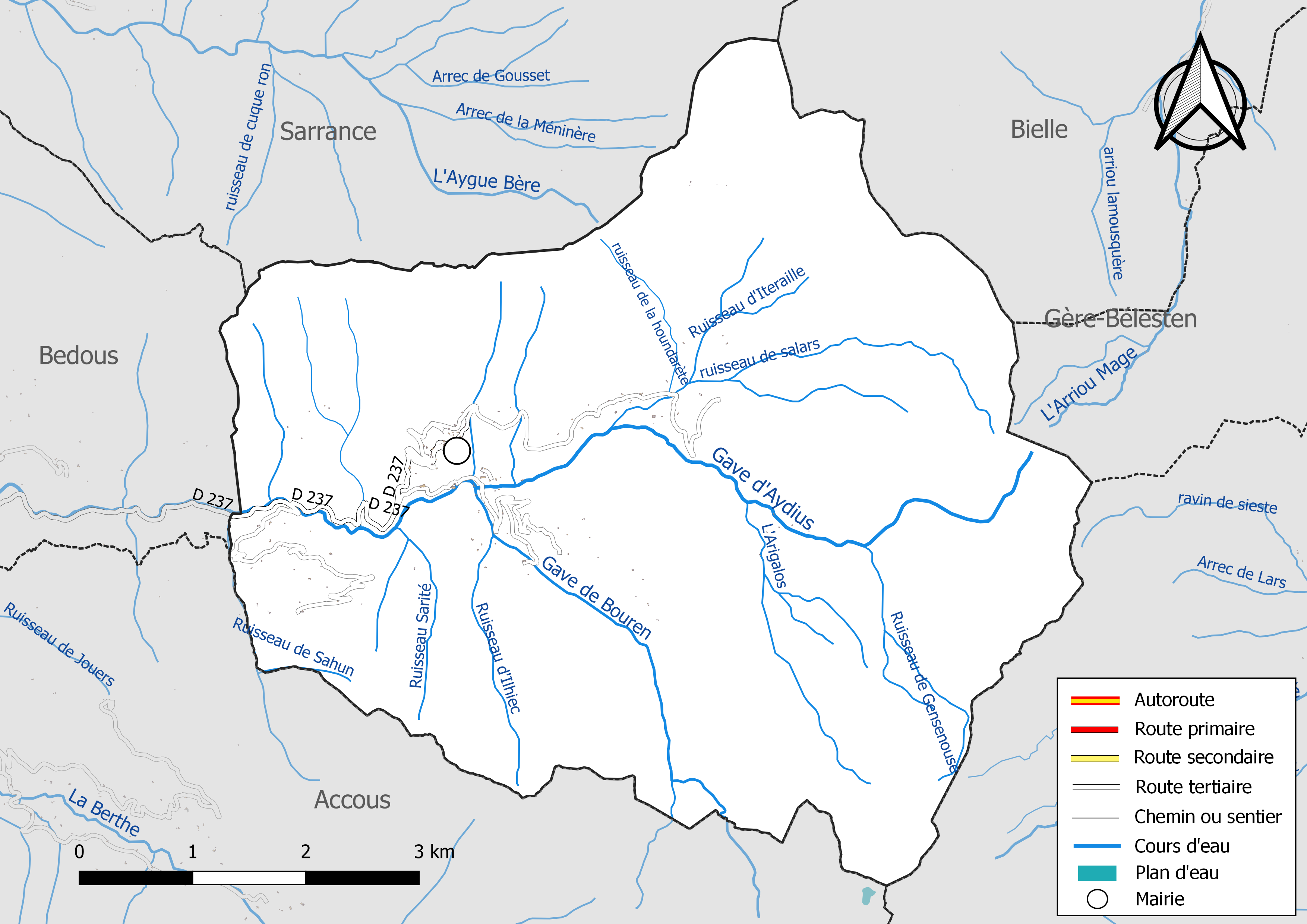
Réseaux hydrographique et routier d'Aydius.

La commune est drainée par le gave d'Aydius, gave de Bouren, L'Arigalos, le ruisseau de Gensenouse, le ruisseau de Sahun, le ruisseau de salars, le ruisseau des Arrecas, le ruisseau de Traillère, le ruisseau d'Ilhiec, le ruisseau d'Iteraille, le ruisseau Sarité, et par divers petits cours d'eau, constituant un réseau hydrographique de 43 km de longueur totale,.
Le gave d'Aydius, d'une longueur totale de 12,6 km, prend sa source dans la commune et s'écoule d'est en ouest. Il traverse la commune et se jette dans le gave d'Aspe à Osse-en-Aspe, après avoir traversé 3 communes.

### Climat
Pour des articles plus généraux, voir Climat de la Nouvelle-Aquitaine et Climat des Pyrénées-Atlantiques.
Historiquement, la commune est exposée à un climat de montagne.  
En 2020, Météo-France publie une typologie des climats de la France métropolitaine dans laquelle la commune est toujours exposée à un climat de montagne et est dans la région climatique Pyrénées atlantiques, caractérisée par une pluviométrie élevée (>1 200 mm/an) en toutes saisons, des hivers très doux (7,5 °C en plaine) et des vents faibles.
Pour la période 1971-2000, la température annuelle moyenne est de 11,2 °C, avec une amplitude thermique annuelle de 13,5 °C. Le cumul annuel moyen de précipitations est de 1 491 mm, avec 12,2 jours de précipitations en janvier et 9,5 jours en juillet. Pour la période 1991-2020, la température moyenne annuelle observée sur la station météorologique la plus proche, située sur la commune d'Arbéost à 20,78 km à vol d'oiseau, est de 10,2 °C et le cumul annuel moyen de précipitations est de 1 411,1 mm,. Pour l'avenir, les paramètres climatiques de la commune estimés pour 2050 selon différents scénarios d’émission de gaz à effet de serre sont consultables sur un site dédié publié par Météo-France en novembre 2022.

### Milieux naturels et biodiversité

#### Réseau Natura 2000
Le réseau Natura 2000 est un réseau écologique européen de sites naturels d'intérêt écologique élaboré à partir des Directives « Habitats » et « Oiseaux », constitué de zones spéciales de conservation (ZSC) et de zones de protection spéciale (ZPS).
Trois sites Natura 2000 ont été définis sur la commune au titre de la « directive Habitats », : 
- le « massif de Sesques et de l'Ossau », d'une superficie de 25 794 ha, présentant des habitas avec de nombreuses espèces rares, souvent endémiques des Pyrénées. Il constitue également une aire de présence régulière de l'ours des Pyrénées[18] ;
- le « massif du Montagnon », d'une superficie de 8 694 ha, présentant de nombreux habitats de l'annexe I dont certains sont rares dans les Pyrénées[19] ;
- « le gave d'Aspe et le Lourdios (cours d'eau) », d'une superficie de 1 595 ha, un vaste réseau de torrents d'altitude et de cours d'eau de coteaux à très bonne qualité des eaux[20] et une au titre de la « directive Oiseaux »[17],[Carte 3] :
- les « hautes vallées d'Aspe et d'Ossau », d'une superficie de 49 106 ha, une vaste étendue de système montagnard et alpin étalée sur plusieurs vallées incluant la Zone centrale du Parc national des Pyrénées, dont l'intérêt est la présence d'habitats et d'espèces de haute altitude, souvent spécifiques aux Pyrénées[21].

#### Zones naturelles d'intérêt écologique, faunistique et floristique
L’inventaire des zones naturelles d'intérêt écologique, faunistique et floristique (ZNIEFF) a pour objectif de réaliser une couverture des zones les plus intéressantes sur le plan écologique, essentiellement dans la perspective d’améliorer la connaissance du patrimoine naturel national et de fournir aux différents décideurs un outil d’aide à la prise en compte de l’environnement dans l’aménagement du territoire.
Trois ZNIEFF de type 1 sont recensées sur la commune, : 
- le « massif calcaire du pic Roumandares au sommet de Houndarete, bois de la pene d'Escot, bois d'Aran et bois de Gey » (6 133,51 ha), couvrant 5 communes du département[23] ;
- la « montagne de Liard » (7 047,09 ha), couvrant 5 communes du département[24],
- le « réseau hydrographique du gave d'Aspe et ses rives » (1 207,81 ha), couvrant 23 communes du département[25] ;

et une ZNIEFF de type 2,, : 
la « vallée d'Aspe » (54 924,87 ha), couvrant 22 communes du département.

## Urbanisme

### Typologie
Au 1er janvier 2024, Aydius est catégorisée commune rurale à habitat dispersé, selon la nouvelle grille communale de densité à sept niveaux définie par l'Insee en 2022.
Elle est située hors unité urbaine et hors attraction des villes,.

### Occupation des sols

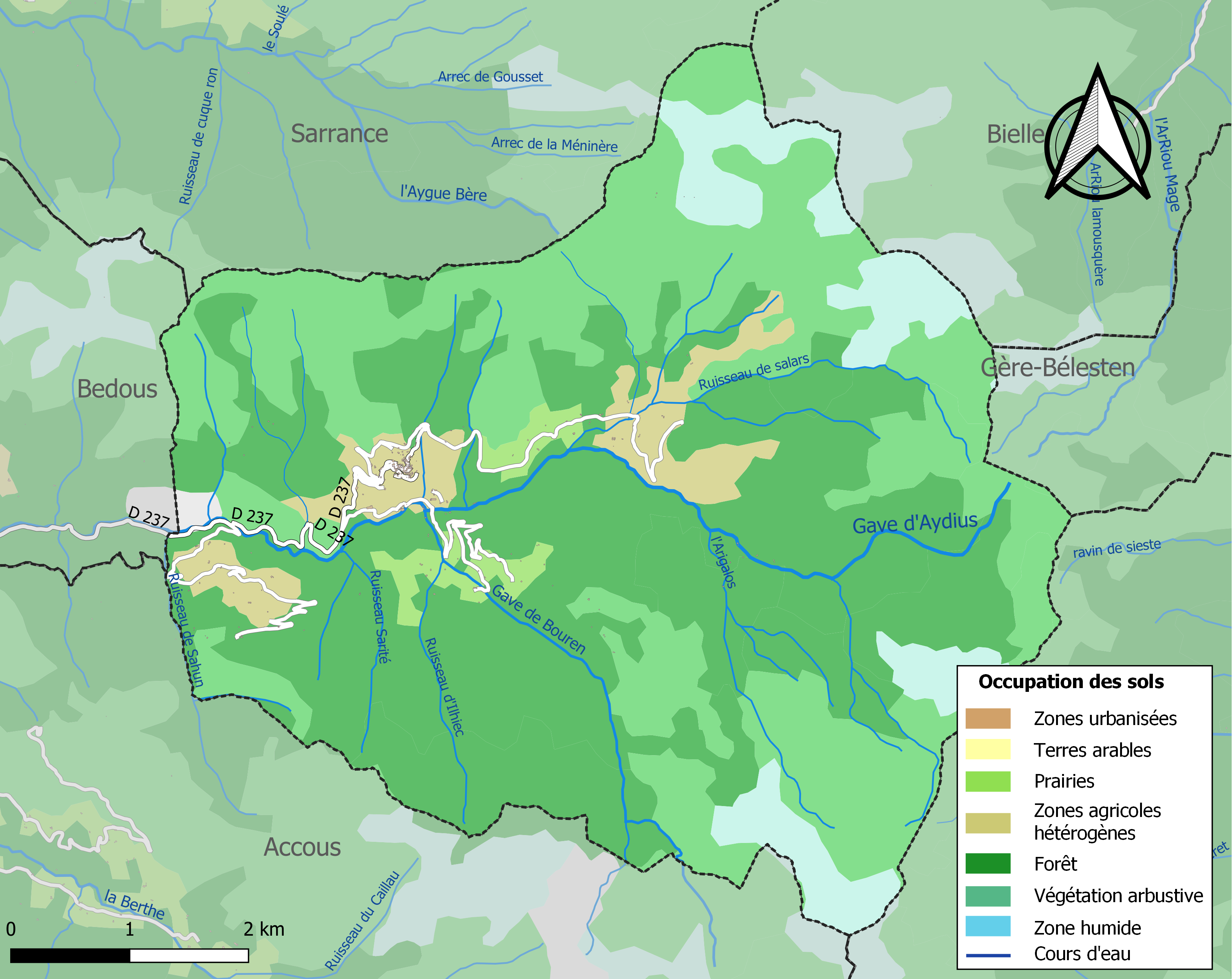
Carte des infrastructures et de l'occupation des sols de la commune en 2018 (CLC).

L'occupation des sols de la commune, telle qu'elle ressort de la base de données européenne d’occupation biophysique des sols Corine Land Cover (CLC), est marquée par l'importance des forêts et milieux semi-naturels (91,9 % en 2018), en diminution par rapport à 1990 (92,9 %). La répartition détaillée en 2018 est la suivante : 
forêts (49 %), milieux à végétation arbustive et/ou herbacée (35,1 %), espaces ouverts, sans ou avec peu de végétation (7,9 %), zones agricoles hétérogènes (6 %), prairies (2,1 %). L'évolution de l’occupation des sols de la commune et de ses infrastructures peut être observée sur les différentes représentations cartographiques du territoire : la carte de Cassini (XVIIIe siècle), la carte d'état-major (1820-1866) et les cartes ou photos aériennes de l'IGN pour la période actuelle (1950 à aujourd'hui).

### Lieux-dits et hameaux
- Anire[6],[31]
- l’Ardoisière[6]
- Arès (grange)[6]
- Arques (bois de)[6],[31]
- Las Arretortes (cap de)[6]
- les Arrouyes[6],[31]
- Baich (rangole de)[6]
- Barca[6],[31]
- Barrada[6]
- Bat (grange de)[6]
- Bat (pont de)[6]
- Bérangueil[6]
- Bérie (borde de)[6]
- Bérouste (serrot de)[6]
- Bésur (cabane de)[6]
- Bouren[6],[31]
- Cachiquet (cabane de)[6]
- Calhabets (pas de)[6]
- Capdarest[6]
- Capdevielle[6]
- Capouret[6]
- Carn de Haut (borde)[6]
- Casaubon[6]
- les Catiasses (bois)[6]
- Chechit[6]
- Core de Cam[6]
- Cot de Picars (mail)[6]
- la Courade (col de)[6]
- Courdé[6]
- Courrège Longue[6]
- Cret Arrouy (cap de)[6]
- Escarrebirats (pas d’)[6]
- Escourau (borde)[6]
- Escut (bois d’)[6]
- Guérègne[6]
- Haut (rangole de)[6]
- Hourquet Roes (cabane)[6]
- les Ichantes[6],[31],[32]
- Ichantes (bois d’)[6]
- Illes (borde)[6]
- le Labay[6]
- Lacazette[6]
- Lacazotte[6]
- Laresse[6]
- Lartigalot[6]
- Latoussé (pènes des)[6]
- Lespy[6]
- Luc (grange)[6]
- Manautton[6]
- Mariebère (bois de)[6],[31]
- Mirande[6]
- Mousquaté (bois de)[6],[31]
- Mousté (col de)[6],[31]
- Pée Nouqué (ruines)[6]
- Pouey[6]
- la Poueye (hosse de)[6]
- Salaneuve (ruines)[6]
- les Salars[6],[31]
- Sarrelangue[6]
- Sartiat (bois de)[6]
- Sézy (grange)[6]
- Soumaous (hosse de)[6]
- Tousset[6]
- l’Usclat (bois de)[6],[31]

### Voies de communication et transports
Elle est desservie par la route départementale 237.

### Risques majeurs
Le territoire de la commune d'Aydius est vulnérable à différents aléas naturels : météorologiques (tempête, orage, neige, grand froid, canicule ou sécheresse), inondations, feux de forêts, mouvements de terrains, avalanche  et séisme (sismicité moyenne). Un site publié par le BRGM permet d'évaluer simplement et rapidement les risques d'un bien localisé soit par son adresse soit par le numéro de sa parcelle.
Certaines parties du territoire communal sont susceptibles d’être affectées par le risque d’inondation par une crue torrentielle ou à montée rapide de cours d'eau, notamment le gave d'Aydius. La commune a été reconnue en état de catastrophe naturelle au titre des dommages causés par les inondations et coulées de boue survenues en 1982 et 2009,.
Aydius est exposée au risque de feu de forêt. En 2020, le premier plan de protection des forêts contre les incendies (PDPFCI) a été adopté pour la période 2020-2030. La réglementation des usages du feu à l’air libre et les obligations légales de débroussaillement dans le département des Pyrénées-Atlantiques font l'objet d'une consultation de public ouverte du 16 septembre au 7 octobre 2022,.
Les mouvements de terrains susceptibles de se produire sur la commune sont des mouvements de sols liés à la présence d'argile et des affaissements et effondrements liés aux cavités souterraines (hors mines). Afin de mieux appréhender le risque d’affaissement de terrain, un inventaire national permet de localiser les éventuelles cavités souterraines sur la commune.

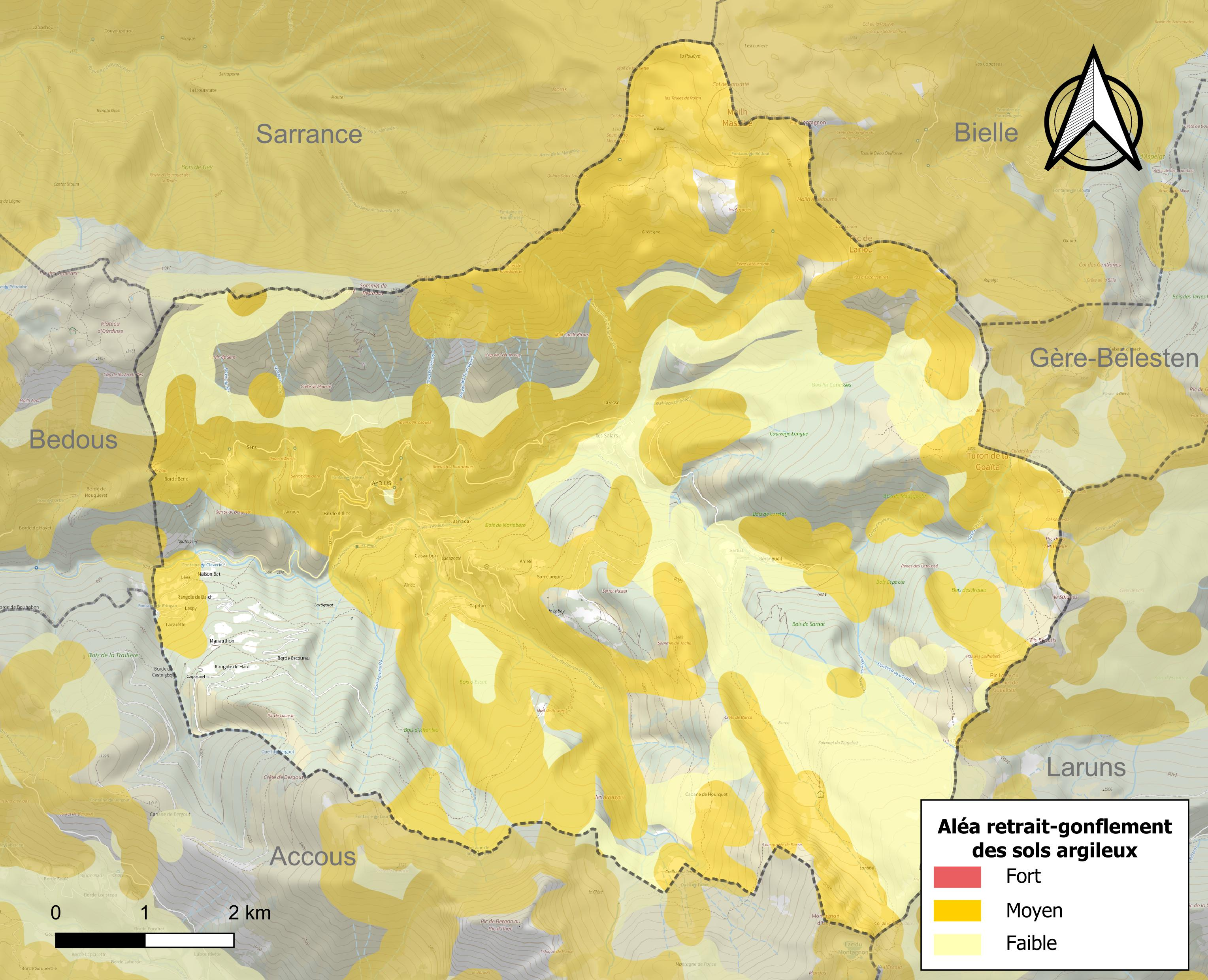
Carte des zones d'aléa retrait-gonflement des sols argileux d'Aydius.

Le retrait-gonflement des sols argileux est susceptible d'engendrer des dommages importants aux bâtiments en cas d’alternance de périodes de sécheresse et de pluie. 50,4 % de la superficie communale est en aléa moyen ou fort (59 % au niveau départemental et 48,5 % au niveau national). Depuis le 1er octobre 2020, en application de la loi ELAN, différentes contraintes s'imposent aux vendeurs, maîtres d'ouvrages ou constructeurs de biens situés dans une zone classée en aléa moyen ou fort,.
Concernant les mouvements de terrains, la commune a été reconnue en état de catastrophe naturelle au titre des dommages causés par des mouvements de terrain en 2013.
La commune est exposée aux risques d'avalanche. Les habitants exposés à ce risque doivent se renseigner, en mairie, de l’existence d’un plan de prévention des risques avalanches (PPRA). Le cas échéant, identifier les mesures applicables à l'habitation, identifier, au sein de l'habitation, la pièce avec la façade la moins exposée à l’aléa pouvant faire office, au besoin, de zone de confinement et équiper cette pièce avec un kit de situation d’urgence,.

## Toponymie
Le toponyme Aydius est attesté sous sa forme actuelle dès 1385 (recensement), puis en 1590 (lo temple de Sent Martin d'Aydius) et au XVIIIe siècle (carte de Cassini).
Pour Michel Grosclaude, outre une racine commune avec Aydie, l’origine du toponyme et sa signification demeurent obscures.
Son nom béarnais est Aidius.
Anire est mentionné sous la forme Amire en 1385, censier de Béarn).
Le col des Arques, entre les communes d’Aydius et de Gère-Bélesten est mentionné par le dictionnaire topographique de 1863 tout comme les monts les Arrouyes et Barca.
Les Ichantes est un hameau référencé par le dictionnaire topographique Béarn-Pays basque en 1863, tout comme le hameau les Jaupins.
Mariebère, noté Marie-Bère (de Maria beroy = Belle Marie) en 1863 fait référence à un mont de la commune.
Le bois de Mousquaté est noté sous la graphie bois de Mousquété en 1863.
Mousté désigne une montagne entre Aydius et Sarrance.
Les cols de Pian entre Aydius et Bedous et de Picas sur Aydius sont mentionnés par le dictionnaire de 1863.
Les Salars est un hameau d’Aydius déjà mentionné en 1863, tout comme le bois de l’Usclat.

## Histoire
Un abri sous roche datant de la protohistoire, dénommé abri Gandon-Lassus, a été découvert sur la commune. Il est inscrit aux monuments historiques depuis 1997.
Paul Raymond note que la commune comptait une abbaye laïque, vassale de la vicomté de Béarn.
En 1385, on y comptait 30 feux. Aydius dépendait du bailliage d'Aspe.

## Politique et administration

### Liste des maires
| Période                                  | Période  | Identité           | Étiquette | Qualité |
| ---------------------------------------- | -------- | ------------------ | --------- | ------- |
| avant 1981                               | ?        | François Honthaas  |           |         |
| 1995                                     | 2014     | Bernard Bourguinat |           |         |
| 2014                                     | En cours | Bernard Choy       |           |         |
| Les données manquantes sont à compléter. |          |                    |           |         |

### Intercommunalité
La commune fait partie de quatre structures intercommunales :
- la communauté de communes du Haut Béarn ;
- le syndicat d’énergie des Pyrénées-Atlantiques ;
- le syndicat intercommunal d'aide matérielle à la scolarisation en vallée d'Aspe ;
- le syndicat mixte du Haut-Béarn.

### Politique environnementale
Dans son palmarès 2023, le Conseil national de villes et villages fleuris de France a attribué une fleur à la commune.

## Population et société

### Démographie
L'évolution du nombre d'habitants est connue à travers les recensements de la population effectués dans la commune depuis 1793. Pour les communes de moins de 10 000 habitants, une enquête de recensement portant sur toute la population est réalisée tous les cinq ans, les populations de référence des années intermédiaires étant quant à elles estimées par interpolation ou extrapolation. Pour la commune, le premier recensement exhaustif entrant dans le cadre du nouveau dispositif a été réalisé en 2005.

En 2022, la commune comptait 103 habitants, en évolution de −8,04 % par rapport à 2016 (Pyrénées-Atlantiques : +3,78 %, France hors Mayotte : +2,11 %).
| 1793 | 1800 | 1806 | 1821 | 1831 | 1836 | 1841 | 1846 | 1851 |
| ---- | ---- | ---- | ---- | ---- | ---- | ---- | ---- | ---- |
| 685  | 726  | 701  | 891  | 847  | 822  | 833  | 890  | 813  |

| 1856 | 1861 | 1866 | 1872 | 1876 | 1881 | 1886 | 1891 | 1896 |
| ---- | ---- | ---- | ---- | ---- | ---- | ---- | ---- | ---- |
| 855  | 735  | 695  | 715  | 694  | 613  | 586  | 541  | 526  |

| 1901 | 1906 | 1911 | 1921 | 1926 | 1931 | 1936 | 1946 | 1954 |
| ---- | ---- | ---- | ---- | ---- | ---- | ---- | ---- | ---- |
| 520  | 518  | 489  | 349  | 283  | 268  | 241  | 181  | 137  |

| 1962 | 1968 | 1975 | 1982 | 1990 | 1999 | 2005 | 2006 | 2010 |
| ---- | ---- | ---- | ---- | ---- | ---- | ---- | ---- | ---- |
| 98   | 88   | 94   | 67   | 74   | 80   | 100  | 100  | 100  |

| 2015 | 2020 | 2022 | - | - | - | - | - | - |
| ---- | ---- | ---- | - | - | - | - | - | - |
| 111  | 106  | 103  | - | - | - | - | - | - |

## Économie
L'économie de la commune est essentiellement orientée vers l'agriculture et l'élevage. La commune fait partie de la zone d'appellation de l'ossau-iraty.

## Culture locale et patrimoine

### Chanson d'Aydius
Qu'ei ua canson sus las planas dé Bedous é dé Aydius (occitan)
| Refrain A diu plane de Bedous Cami nau d’Espanhe D’Aydius soun mas amous Pujem la mountanhe. Couplet 1 Adiu, plane de Bedous, Gabe qui l’enclabes Lou sendèr deus amourous Qu’ei lou de las crabes Coundusech-tà mas amous Rigoulet qui’u labes. | Couplet 2 Mes dejà l’amou tout dous Trop lèu que’ns separe Gaboulet de plus en plus Car toun ounde clare Quoan jou'm en bau ta capsus Capbatch que debare. Couplet 3 Jou qu’aymi de souneja Lou loung de ta ribe D’endéner gourgouleja Toun ayguete bibe Sus ta boute d’essaja Ma cante plentibe. | Couplet 4 En passam, digam adiu Au gigant de pèire. Cascaret que lou boun Diu Courouna de gèyre Quoan lou quilha sus l'arriu Coum ua cosquilhèyre. Couplet 5 Care't care't rigoulet ! Peu bousquet d'Ichante Qu'endeni roussinhoulet Doun la bouts m'encante Jou bé'm coupi lou siulet D'amou quoan eth cante. | Couplet 6 Lèu passi toun poundiquet Qui dance e trémoule Au brut de l'arricouquet De l'aygue qui coule Dance dance poundiquet Sus l'aigue qui bole Couplet 7 D’aci que't hei mouns adius, Huej ta la ribère Deu sarrot que'm sort Aydius Aydius qui m’apère Bachat coum l’esluts deths dius De quauque lausère. |

| Refrain A dieu, plaine de Bédous Grande route d'Espagne D'Aydius sont mes amours Montons la montagne. Couplet 1 Adieu, plaine de Bédous Gave qui l'enclaves Le sentier des amoureux Est celui des chèvres Conduis-moi à mes amours Petit puisseau qui le laves. | Couplet 2 Mais déjà l'amour, tout doucement Trop tôt nous sépare Petit gave de plus en plus ; Car ton onde claire, Quand je m'en vais vers le haut Vers le bas descend. Couplet 3 Moi j'aime rêver Le long de ta rive D'entendre murmurer Ton eau vive Et sur ta voûte d'essayer Mon chant plaintif. | Couplet 4 En passant, disons adieu Au géant de pierre. Pile de rochers que le bon Dieu Couronne de lierre Quand il le dressa sur ta rive Comme une grande coquille. Couplet 5 Tais- toi, tais-toi ruisselet ! Par le bosquet d'Ichante J'entends rossignolet Dont la voix m'enchante. Je me tais D'amour quand il chante. | Couplet 6 Bientôt je passe le petit pont Qui danse et tremble Au bruit des ricochets De l'eau qui coule, Danse, danse, petit pont Sur l'eau qui vole. Couplet 7 D'ici je te fais mes adieux Fuis vers la plaine, Du défilé m'apparaît Aydius Aydius qui m'appelle, Descendu comme l'avalanche des dieux De quelque ardoisière. |

### Lieux et monuments

#### Patrimoine civil
Des maisons anciennes, datant des XVIe, XVIIe et XIXe siècles sont visibles sur la commune (maisons Pualet, Casaubon, Hontas et Guiraudé). La maison Ichante fait l’objet d’une inscription des monuments historiques depuis 1996.
Le monument aux morts de la commune porte, depuis le 17 mai 2009, une plaque commémorative au nom de Jean-Louis Lasplacettes, soldat 2e classe du 18e régiment d'infanterie condamné à la peine capitale et passé par les armes le 12 juin 1917 à Maizy (Aisne) pour sa participation à une révolte de soldats survenue quelques jours plus tôt, à l’arrière du front, dans le village de Villers-sur-Fère.

##### Les bains de Chichit,XIXesiècle
Désaffectés depuis 1944, ces bains de petite capacité étaient alimentés par une source dont l'eau ferrugineuse, qui pouvait aussi être bue, soulageait les rhumatismes. Les ruines de cet établissement sont situées sur la rive droite du gave d'Aydius. Désormais cet endroit est un lieu où les enfants du village se retrouvent pour s'y baigner.

#### Patrimoine religieux

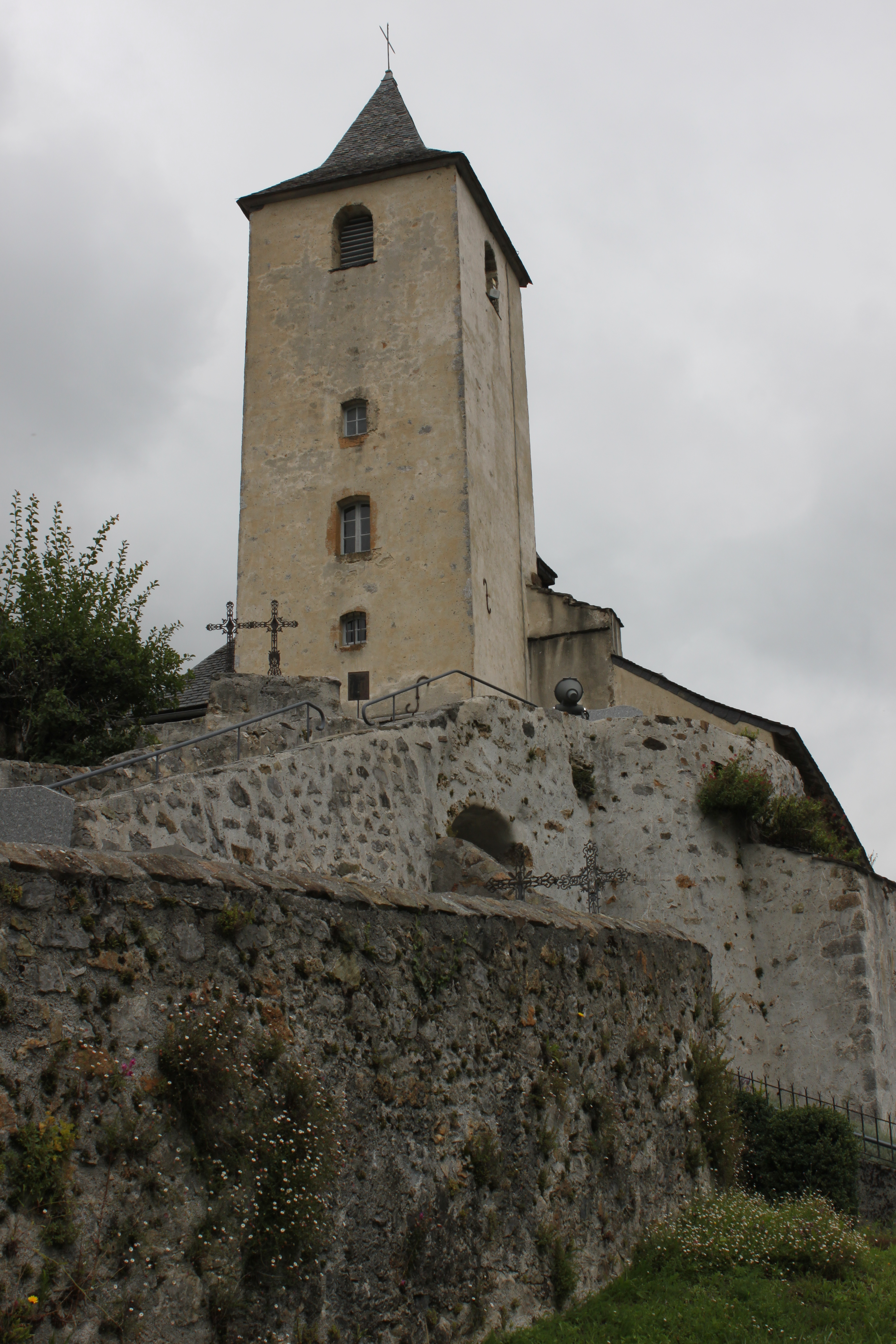
L'église Saint-Martin, clocher.

L’église Saint-Martin date des XIVe et XVe siècles, et a été restaurée aux XVIIIe et XIXe siècles. Elle est l’objet d’une inscription par les monuments historiques depuis 1994.

### Équipements
Depuis octobre 2018, la commune dispose d'un sentier d'interprétation des richesses patrimoniales du village, « Dans les pas du berger ». Ce sentier balisé serpente dans le bourg afin de renseigner sur des spécificités architecturales, le patrimoine paysager, naturel et historique du village.
Sur la place de la mairie se trouve une table d'orientation qui identifie les sommets environnants.
Face à la mairie, un musée gratuit, la Maison des mémoires, raconte l'histoire de trois figures emblématiques d'Aydius.
La maison Ichante, classée depuis 1996, était recouverte de gravures et de peintures. À la suite de dégradations, la municipalité a réussi à retrouver une grande partie de ces œuvres du XIXe siècle, exposées aujourd'hui dans le musée.
Dans le musée se trouve également une reproduction de la peinture rupestre de l'abri Gondon Lassus. Cette représentation anthropomorphique à l'ocre rouge daterait de la protohistoire. Elle est inscrite au patrimoine historique depuis 1997.
À l'écart du bourg se trouvent les bains de Chichit (bruit de l'eau qui s'écoule, « pchit pchit »). Ses ruines ont bénéficié d'importants travaux de mise en valeur.
Le village d'Aydius est également le point de départ de nombreux sentiers de randonnée, dont un mène au lac du Montagnon d'Iseye à plus de 2000 mètres d'altitude.

## Pour approfondir